# Mesh-ki-ang-gasher
Mesh-ki-ang-gasher (écrit aussi Mèš-ki-áĝ-ga-še-er, Meš-ki-aĝ-gašer et aussi Mes-Kiag-Gasher, Mesh-Ki-Ang-Gasher, Meskiagkasher, Meckiagkacer et autres variantes) est un souverain sumérien, fondateur de la première dynastie d'Uruk et père d'Enmerkar selon la liste royale sumérienne. Son règne supposé se situerait au xxviiie siècle av. J.-C. (premier âge du bronze II).
À É-anna, Mesh-ki-ang-gasher, fils d'Utu devint EN.LUGAL (sumérien : EN : « seigneur, maître » et LUGAL : roi ») ; il régna pendant 324 (variante 325) ans. Mesh-ki-ang-gasher entra dans la mer et disparut. Enmerkar, fils de Meš-ki-aĝ-gašer, roi d'Unug, qui bâtit Uruk (variante : sous lequel Uruk fut édifiée) devint roi ; il régna pendant 420 ans.
É-anna (de É, « temple » et de anu, « le Ciel ») était le nom du temple d'Inanna à Uruk. Mesh-ki-ang-gasher aurait été le maître et gardien de la forteresse autour de laquelle son fils aurait édifié la cité d'Uruk, le temple devenant le sanctuaire principal de la déesse.
Au contraire de ses successeurs, Enmerkar, Lugalbanda, Dumuzi le Pêcheur et Gilgamesh, Mesh-ki-ang-gasher n'est pas autrement connu de la littérature sumérienne que par la Liste des rois sumériens. Comme fils du Soleil, fondateur d'une dynastie et sa mystérieuse disparition dans la mer en font un personnage mythique. Son fils Enmerkar est aussi appelé fils d'Utu dans la légende sumérienne Enmerkar et le seigneur d'Aratta ; en dehors d'avoir fondé Uruk, Enmerkar aurait aussi fondé un temple à Eridu et aurait inventé l'écriture cunéiforme.